# AEGON Pro Series Barnstaple 2012
L'AEGON Pro Series Barnstaple 2012 è stato un torneo di tennis facente parte della categoria ITF Women's Circuit nell'ambito dell'ITF Women's Circuit 2012. È stata la 5ª edizione del torneo che si è giocata a Barnstaple in Gran Bretagna dal 29 ottobre in 4 novembre 2012 su campi in cemento indoor e aveva un montepremi di $75,000.

## Partecipanti

### Teste di serie
| Nazionalità | Giocatrice         | Ranking* | Testa di serie |
| ----------- | ------------------ | -------- | -------------- |
| Svizzera    | Romina Oprandi     | 58       | 1              |
| Russia      | Nina Bratčikova    | 89       | 2              |
| Regno Unito | Anne Keothavong    | 99       | 3              |
| Slovacchia  | Jana Čepelová      | 107      | 4              |
| Germania    | Annika Beck        | 112      | 5              |
| Grecia      | Eléni Daniilídou   | 119      | 6              |
| Portogallo  | Maria João Koehler | 124      | 7              |
| Serbia      | Vesna Dolonc       | 127      | 8              |

- Ranking al 22 ottobre 2012

### Altre partecipanti
Giocatrici che hanno ricevuto una wild card:
- Sabrina Bamburac
- Laura Deigman
- Amanda Elliott
- Emily Webley-Smith

Giocatrici che sono passate dalle qualificazioni:
- Karen Barbat
- Mayya Katsitadze
- Constance Sibille
- Kateřina Vaňková

## Vincitori

### Singolare
Annika Beck ha battuto in finale  Eléni Daniilídou 6(1)–7, 6–2, 6–2

### Doppio
Akgul Amanmuradova /  Vesna Dolonc hanno battuto in finale  Diāna Marcinkēviča /  Aljaksandra Sasnovič con il punteggio di 6–3, 6–1